# Apotropina meijerei
Apotropina meijerei är en tvåvingeart som först beskrevs av Curtis W. Sabrosky 1952.  Apotropina meijerei ingår i släktet Apotropina och familjen fritflugor. Inga underarter finns listade i Catalogue of Life.